# Concacaf Women's Gold Cup 2006
CONCACAF Women's Gold Cup 2006 spelades i USA den 19-27 november 2006, med matcher i Seattle och Vancouver. USA vann turneringen före Kanada och Mexiko. USA och Kanada kvalade därmed direkt in till VM 2007, medan Mexiko förlorade mot AFC-fyran Japan i playoff.

## Lag
| Direktkvalificerade - USA - Kanada | Kvalificerade från Nord- och Centralamerika - Mexiko - Panama | Kvalificerade från Karibien - Jamaica - Trinidad och Tobago |

## Kvalspel

### UNCAF/NAFU-kval
Gruppsegrarna kvalificerade för slutomgång.
Grupp A
| Lag         | Spelade | Vinster | Oavgjorda | Förluster | Gjorda mål | Insläppta mål | Poäng |
| ----------- | ------- | ------- | --------- | --------- | ---------- | ------------- | ----- |
| Mexiko      | 2       | 2       | 0         | 0         | 17         | 0             | 6     |
| Nicaragua   | 2       | 1       | 0         | 1         | 2          | 10            | 3     |
| El Salvador | 2       | 0       | 0         | 2         | 1          | 10            | 0     |
| Belize      | 0       | 0       | 0         | 0         | 0          | 0             | 0     |

|  | 10 maj 2006 | Mexiko | 9–0 | Nicaragua | Mexiko |  |
|  |             |        |     |           |        |  |
|  |             |        |     |           |        |  |
|  |             |        |     |           |        |  |

|  | 12 maj 2006 | Nicaragua | 2–1 | El Salvador | Mexiko |  |
|  |             |           |     |             |        |  |
|  |             |           |     |             |        |  |
|  |             |           |     |             |        |  |

|  | 14 maj 2006 | Mexiko | 8–0 | El Salvador | Mexiko |  |
|  |             |        |     |             |        |  |
|  |             |        |     |             |        |  |
|  |             |        |     |             |        |  |

Grupp B
| Lag        | Spelade | Vinster | Oavgjorda | Förluster | Gjorda mål | Insläppta mål | Poäng |
| ---------- | ------- | ------- | --------- | --------- | ---------- | ------------- | ----- |
| Panama     | 2       | 2       | 0         | 0         | 5          | 0             | 6     |
| Guatemala  | 2       | 1       | 0         | 1         | 2          | 4             | 3     |
| Costa Rica | 2       | 0       | 0         | 2         | 1          | 4             | 0     |
| Honduras   | 0       | 0       | 0         | 0         | 0          | 0             | 0     |

|  | 24 maj 2006 | Guatemala | 2–1 | Costa Rica | Panama |  |
|  |             |           |     |            |        |  |
|  |             |           |     |            |        |  |
|  |             |           |     |            |        |  |

|  | 26 maj 2006 | Panama | 2–0 | Costa Rica | Panama |  |
|  |             |        |     |            |        |  |
|  |             |        |     |            |        |  |
|  |             |        |     |            |        |  |

|  | 28 maj 2006 | Panama | 3–0 | Guatemala | Panama |  |
|  |             |        |     |           |        |  |
|  |             |        |     |           |        |  |
|  |             |        |     |           |        |  |

### CFU-kval
Also known as the Women's Caribbean Cup, there were two spots available for the 22 teams taking part.

#### Inledande omgång
| Lag 1                  | Totalt                  | Lag 2                    | Match 1 | Match 2 |
| ---------------------- | ----------------------- | ------------------------ | ------- | ------- |
| Barbados               | 0–1                     | Antigua och Barbuda      | 0–1     | 0–0     |
| Caymanöarna            | 1–3                     | Nederländska Antillerna  | 1–2     | 1–0     |
| Brittiska Jungfruöarna | 1–8                     | Amerikanska Jungfruöarna | 1–3     | 0–5     |
| Turks och Caicosöarna  | w.o.Mall:Footnote label | Bahamas                  |         |         |
| Grenada                | w.o.Mall:Footnote label | Guyana                   |         |         |
| Saint Kitts and Nevis  | w.o.Mall:Footnote label | Montserrat               |         |         |

- ^ ^ ^    Bahamas, Guyana och Montserrat drog sig ur.

|  | 12 mars 2006 | Barbados | 0–1 | Antigua och Barbuda | Barbados |  |
|  |              |          |     |                     |          |  |
|  |              |          |     |                     |          |  |
|  |              |          |     |                     |          |  |

|  | 18 mars 2006 | Antigua och Barbuda | 0–0 | Barbados | Antigua and Barbuda |  |
|  |              |                     |     |          |                     |  |
|  |              |                     |     |          |                     |  |
|  |              |                     |     |          |                     |  |

Antigua och Barbuda vidare med sammanlagt 1–0.
|  | 18 mars 2006 | Caymanöarna | 1–2 | Nederländska Antillerna | Caymanöarna |  |
|  |              |             |     |                         |             |  |
|  |              |             |     |                         |             |  |
|  |              |             |     |                         |             |  |

|  | 25 mars 2006 | Nederländska Antillerna | 1–0 | Caymanöarna | Nederländska Antillerna |  |
|  |              |                         |     |             |                         |  |
|  |              |                         |     |             |                         |  |
|  |              |                         |     |             |                         |  |

Nederländska Antillerna vidare med sammanlagt 3–1.
|  | 1 april 2006 | Brittiska Jungfruöarna | 1–3 | Amerikanska Jungfruöarna | Brittiska Jungfruöarna |  |
|  |              |                        |     |                          |                        |  |
|  |              |                        |     |                          |                        |  |
|  |              |                        |     |                          |                        |  |

|  | 9 april 2006 | Amerikanska Jungfruöarna | 5–0 | Brittiska Jungfruöarna | Amerikanska Jungfruöarna |  |
|  |              |                          |     |                        |                          |  |
|  |              |                          |     |                        |                          |  |
|  |              |                          |     |                        |                          |  |

 Amerikanska Jungfruöarna vidare med sammanlagt 8–1.

#### Första omgången
Gruppvinarna, i fet stil, kvalificerade för slutomgången.  Haiti kunde inte delta i grupp B, då spelarna nekats inresetillstånd i Aruba, och i stället fick en playoff-match spelas mellan vinnaren i grupp B, Surinam, och Haiti. Haiti vann, men Surinam kvalificerade sig som bästa tvåa genom målskillnad, tillsammans med Bermuda.
| Group A                  | Group A | Group A | Group A | Group A   | Group A   | Group A    | Group A       | Group A     |
| Lag                      | Poäng   | Spelade | Vinster | Oavgjorda | Förluster | Gjorda mål | Insläppta mål | Målskillnad |
| ------------------------ | ------- | ------- | ------- | --------- | --------- | ---------- | ------------- | ----------- |
| Dominikanska republiken  | 9       | 3       | 3       | 0         | 0         | 11         | 2             | +11         |
| Bermuda                  | 6       | 3       | 2       | 0         | 1         | 9          | 4             | +5          |
| Amerikanska Jungfruöarna | 3       | 3       | 1       | 0         | 2         | 4          | 7             | −3          |
| Turks- och Caicosöarna   | 0       | 3       | 0       | 0         | 3         | 0          | 11            | −11         |

| Group B                                                                         | Group B | Group B | Group B | Group B   | Group B   | Group B    | Group B       | Group B     |
| Lag                                                                             | Poäng   | Spelade | Vinster | Oavgjorda | Förluster | Gjorda mål | Insläppta mål | Målskillnad |
| ------------------------------------------------------------------------------- | ------- | ------- | ------- | --------- | --------- | ---------- | ------------- | ----------- |
| Haiti nekades inresetillstånd, men fick spela playoff mot gruppvinnaren Surinam |         |         |         |           |           |            |               |             |
| Surinam                                                                         | 6       | 2       | 2       | 0         | 0         | 10         | 1             | +9          |
| Nederländska Antillerna                                                         | 3       | 2       | 1       | 0         | 1         | 3          | 8             | −5          |
| Aruba                                                                           | 0       | 2       | 0       | 0         | 2         | 1          | 5             | −4          |

| Grupp C               | Grupp C | Grupp C | Grupp C | Grupp C   | Grupp C   | Grupp C    | Grupp C       | Grupp C     |
| Lag                   | Poäng   | Spelade | Vinster | Oavgjorda | Förluster | Gjorda mål | Insläppta mål | Målskillnad |
| --------------------- | ------- | ------- | ------- | --------- | --------- | ---------- | ------------- | ----------- |
| Jamaica               | 9       | 3       | 3       | 0         | 0         | 27         | 0             | +27         |
| Saint Lucia           | 6       | 3       | 2       | 0         | 1         | 5          | 8             | −3          |
| Saint Kitts och Nevis | 3       | 3       | 1       | 0         | 2         | 5          | 16            | −11         |
| Antigua och Barbuda   | 0       | 3       | 0       | 0         | 3         | 3          | 16            | −13         |

| Group D                        | Group D | Group D | Group D | Group D   | Group D   | Group D    | Group D       | Group D     |
| Lag                            | Poäng   | Spelade | Vinster | Oavgjorda | Förluster | Gjorda mål | Insläppta mål | Målskillnad |
| ------------------------------ | ------- | ------- | ------- | --------- | --------- | ---------- | ------------- | ----------- |
| Trinidad och Tobago            | 9       | 3       | 3       | 0         | 0         | 20         | 1             | +19         |
| Saint Vincent och Grenadinerna | 6       | 3       | 2       | 0         | 1         | 8          | 4             | +4          |
| Dominica                       | 1       | 3       | 0       | 1         | 2         | 2          | 10            | −8          |
| Grenada                        | 1       | 3       | 0       | 1         | 2         | 2          | 17            | −15         |

Grupp A
|  | maj 4, 2006 | Dominikanska republiken | 3–1 | Amerikanska Jungfruöarna | Dominikanska republiken |  |
|  |             |                         |     |                          |                         |  |
|  |             |                         |     |                          |                         |  |
|  |             |                         |     |                          |                         |  |

|  | maj 4, 2006 | Bermuda | 4–0 | Turks- och Caicosöarna | Dominikanska republiken |  |
|  |             |         |     |                        |                         |  |
|  |             |         |     |                        |                         |  |
|  |             |         |     |                        |                         |  |

|  | 6 maj 2006 | Bermuda | 4–1 | Amerikanska Jungfruöarna | Dominikanska republiken |  |
|  |            |         |     |                          |                         |  |
|  |            |         |     |                          |                         |  |
|  |            |         |     |                          |                         |  |

|  | 6 maj 2006 | Dominikanska republiken | 5–0 | Turks- och Caicosöarna | Dominikanska republiken |  |
|  |            |                         |     |                        |                         |  |
|  |            |                         |     |                        |                         |  |
|  |            |                         |     |                        |                         |  |

|  | 8 maj 2006 | Amerikanska Jungfruöarna | 2–0 | Turks- och Caicosöarna | Dominikanska republiken |  |
|  |            |                          |     |                        |                         |  |
|  |            |                          |     |                        |                         |  |
|  |            |                          |     |                        |                         |  |

|  | 8 maj 2006 | Dominikanska republiken | 3–1 | Bermuda | Dominikanska republiken |  |
|  |            |                         |     |         |                         |  |
|  |            |                         |     |         |                         |  |
|  |            |                         |     |         |                         |  |

Group B
|  | maj 3, 2006 | Surinam | 7–1 | Nederländska Antillerna | Aruba |  |
|  |             |         |     |                         |       |  |
|  |             |         |     |                         |       |  |
|  |             |         |     |                         |       |  |

|  | 5 maj 2006 | Aruba | 1–2 | Nederländska Antillerna | Aruba |  |
|  |            |       |     |                         |       |  |
|  |            |       |     |                         |       |  |
|  |            |       |     |                         |       |  |

|  | 7 maj 2006 | Aruba | 0–3 | Surinam | Aruba |  |
|  |            |       |     |         |       |  |
|  |            |       |     |         |       |  |
|  |            |       |     |         |       |  |

Playoff
|  | 29 maj 2006 | Surinam | 0–3 | Haiti | Surinam |  |
|  |             |         |     |       |         |  |
|  |             |         |     |       |         |  |
|  |             |         |     |       |         |  |

Grupp C
|  | 8 maj 2006 | Saint Kitts och Nevis | 3–2 | Antigua och Barbuda | Jamaica |  |
|  |            |                       |     |                     |         |  |
|  |            |                       |     |                     |         |  |
|  |            |                       |     |                     |         |  |

|  | 8 maj 2006 | Jamaica | 5–0 | Saint Lucia | Jamaica |  |
|  |            |         |     |             |         |  |
|  |            |         |     |             |         |  |
|  |            |         |     |             |         |  |

|  | 10 maj 2006 | Saint Lucia | 3–2 | Saint Kitts och Nevis | Jamaica |  |
|  |             |             |     |                       |         |  |
|  |             |             |     |                       |         |  |
|  |             |             |     |                       |         |  |

|  | 10 maj 2006 | Jamaica | 10–0 | Antigua och Barbuda | Jamaica |  |
|  |             |         |      |                     |         |  |
|  |             |         |      |                     |         |  |
|  |             |         |      |                     |         |  |

|  | 12 maj 2006 | Antigua och Barbuda | 1–2 | Saint Lucia | Jamaica |  |
|  |             |                     |     |             |         |  |
|  |             |                     |     |             |         |  |
|  |             |                     |     |             |         |  |

|  | 12 maj 2006 | Jamaica | 11–0 | Saint Kitts och Nevis | Jamaica |  |
|  |             |         |      |                       |         |  |
|  |             |         |      |                       |         |  |
|  |             |         |      |                       |         |  |

Grupp D
|  | 19 maj 2006 | Saint Vincent och Grenadinerna | 2–0 | Dominica | Trinidad och Tobago |  |
|  |             |                                |     |          |                     |  |
|  |             |                                |     |          |                     |  |
|  |             |                                |     |          |                     |  |

|  | maj 19, 2006 | Trinidad och Tobago | 10–0 | Grenada | Trinidad och Tobago |  |
|  |              |                     |      |         |                     |  |
|  |              |                     |      |         |                     |  |
|  |              |                     |      |         |                     |  |

|  | maj 21, 2006 | Dominica | 2–2 | Grenada | Trinidad och Tobago |  |
|  |              |          |     |         |                     |  |
|  |              |          |     |         |                     |  |
|  |              |          |     |         |                     |  |

|  | maj 21, 2006 | Trinidad och Tobago | 4–1 | Saint Vincent och Grenadinerna | Trinidad och Tobago |  |
|  |              |                     |     |                                |                     |  |
|  |              |                     |     |                                |                     |  |
|  |              |                     |     |                                |                     |  |

|  | maj 23, 2006 | Grenada | 0–5 | Saint Vincent och Grenadinerna | Trinidad och Tobago |  |
|  |              |         |     |                                |                     |  |
|  |              |         |     |                                |                     |  |
|  |              |         |     |                                |                     |  |

|  | maj 23, 2006 | Trinidad och Tobago | 6–0 | Dominica | Trinidad och Tobago |  |
|  |              |                     |     |          |                     |  |
|  |              |                     |     |          |                     |  |
|  |              |                     |     |          |                     |  |

#### Slutomgång
Trinidad och Tobago var värd för slutomgången, som bestod av två grupper med tre lag i varje, den 6 till 10 september. Vinnaren i varje grupp, i fet stil, kvalificerade sig för finalspelet.
Grupp A
| Lag                     | Poäng | Spelade | Vinster | Oavgjorda | Förluster | Gjorda mål | Insläppta mål | Målskillnad |
| ----------------------- | ----- | ------- | ------- | --------- | --------- | ---------- | ------------- | ----------- |
| Trinidad och Tobago     | 6     | 2       | 2       | 0         | 0         | 12         | 1             | +11         |
| Dominikanska republiken | 3     | 2       | 1       | 0         | 1         | 2          | 7             | −5          |
| Surinam                 | 0     | 2       | 0       | 0         | 2         | 1          | 7             | −6          |

|  | 6 september 2006 19:00 | Trinidad och Tobago                                  | 5–1            | Surinam    | Larry Gomes Stadium, Arima |  |
|  |                        | James 13′ Russell 36′ St. Louis 62′, 77′ Douglas 66′ | (matchrapport) | Rigters 7′ |                            |  |
|  |                        |                                                      |                |            |                            |  |
|  |                        |                                                      |                |            |                            |  |

|  | 8 september 2006 17:00 | Surinam | 0–2            | Dominikanska republiken | Hasely Crawford Stadium, Port of Spain |  |
|  |                        |         | (matchrapport) | Jiménez 76′ Valerio 90′ |                                        |  |
|  |                        |         |                |                         |                                        |  |
|  |                        |         |                |                         |                                        |  |

|  | 10 september 2006 18:00 | Dominikanska republiken | 0–7            | Trinidad och Tobago                                                                 | Larry Gomes Stadium, Arima |  |
|  |                         |                         | (matchrapport) | St. Louis 10′, 53′ (str.), 57′ (str.) James 13′ Mascall 45′ Russell 68′ Cordner 71′ |                            |  |
|  |                         |                         |                |                                                                                     |                            |  |
|  |                         |                         |                |                                                                                     |                            |  |

Grupp B
| Lag     | Poäng | Spelade | Vinster | Oavgjorda | Förluster | Gjorda mål | Insläppta mål | Målskillnad |
| ------- | ----- | ------- | ------- | --------- | --------- | ---------- | ------------- | ----------- |
| Jamaica | 6     | 2       | 2       | 0         | 0         | 10         | 0             | +10         |
| Haiti   | 3     | 2       | 1       | 0         | 1         | 5          | 3             | +2          |
| Bermuda | 0     | 2       | 0       | 0         | 2         | 0          | 12            | −12         |

|  | 6 september 2006 17:00 | Jamaica                                           | 7–0            | Bermuda | Larry Gomes Stadium, Arima |  |
|  |                        | Davis 19′, 76′ Reid 33′, 61′, 83′, 88′ Duncan 89′ | (matchrapport) |         |                            |  |
|  |                        |                                                   |                |         |                            |  |
|  |                        |                                                   |                |         |                            |  |

|  | 8 september 2006 19:00 | Bermuda | 0–5            | Haiti                                       | Hasely Crawford Stadium, Port of Spain |  |
|  |                        |         | (matchrapport) | Joseph 16′, 74′ Libertin 42′, 65′ Dolce 76′ |                                        |  |
|  |                        |         |                |                                             |                                        |  |
|  |                        |         |                |                                             |                                        |  |

|  | 10 september 2006 16:00 | Haiti | 0–3            | Jamaica                          | Larry Gomes Stadium, Arima |  |
|  |                         |       | (matchrapport) | Mitchell 38′ Reid 48′ Duncan 89′ |                            |  |
|  |                         |       |                |                                  |                            |  |
|  |                         |       |                |                                  |                            |  |

## Slutturnering

### Första omgången
|  | 19 november 2006 17:00 | Jamaica              | 2–0            | Panama | Tropical Park Stadium, Miami, Florida |             |
|  |                        | Sullivan 4′ Reid 59′ | (matchrapport) |        | Publik: 800                           | Publik: 800 |
|  |                        |                      |                |        | Publik: 800                           | Publik: 800 |
|  |                        |                      |                |        | Publik: 800                           | Publik: 800 |

|  | 19 november 2006 19:30 | Mexiko                                  | 3–0            | Trinidad och Tobago | Tropical Park Stadium, Miami, Florida |               |
|  |                        | P. Pérez 20′ González 45′ Domínguez 67′ | (matchrapport) |                     | Publik: 3 135                         | Publik: 3 135 |
|  |                        |                                         |                |                     | Publik: 3 135                         | Publik: 3 135 |
|  |                        |                                         |                |                     | Publik: 3 135                         | Publik: 3 135 |

### Semifinaler
|  | 22 november 2006 16:30 | Kanada                                    | 4–0            | Jamaica | The Home Depot Center, Carson, Kalifornien |               |
|  |                        | Sinclair 40′, 71′ Wilkinson 51′ Booth 88′ | (matchrapport) |         | Publik: 6 128                              | Publik: 6 128 |
|  |                        |                                           |                |         | Publik: 6 128                              | Publik: 6 128 |
|  |                        |                                           |                |         | Publik: 6 128                              | Publik: 6 128 |

|  | 22 november 2006 19:00 | USA              | 2–0            | Mexiko | The Home Depot Center, Carson, Kalifornien |               |
|  |                        | Wambach 10′, 64′ | (matchrapport) |        | Publik: 6 128                              | Publik: 6 128 |
|  |                        |                  |                |        | Publik: 6 128                              | Publik: 6 128 |
|  |                        |                  |                |        | Publik: 6 128                              | Publik: 6 128 |

### Match om tredje pris
|  | 26 november 2006 15:00 | Jamaica | 0–3            | Mexiko                               | The Home Depot Center, Carson, Kalifornien |               |
|  |                        |         | (matchrapport) | Ocampo 19′ (str.), 37′ Domínguez 22′ | Publik: 6 749                              | Publik: 6 749 |
|  |                        |         |                |                                      | Publik: 6 749                              | Publik: 6 749 |
|  |                        |         |                |                                      | Publik: 6 749                              | Publik: 6 749 |

### Final
|  | 26 november 2006 17:30 | Kanada      | 1–2 (förlängning) | USA                          | The Home Depot Center, Carson, Kalifornien |               |
|  |                        | Hermuss 44′ | (matchrapport)    | Osborne 6′ Lilly 120′ (str.) | Publik: 6 749                              | Publik: 6 749 |
|  |                        |             |                   |                              | Publik: 6 749                              | Publik: 6 749 |
|  |                        |             |                   |                              | Publik: 6 749                              | Publik: 6 749 |

### Fotnoter
1. ↑  Women's Gold Cup, from RSSSF, läst 29 maj 2006
2. 1 2 3  Women's Caribbean Cup 2006, from RSSSF, läst 29 maj 2006
3. ↑  Bermuda girls go down in extra time, av Colin Thompson, publicerad av The Royal Gazette on 8 maj 2006. Sista matchen i gruppspelet, mellan Bermuda och Dominikanska republiken, gick förlängning efter 1-1 i ordinarie speltid (90 minuter). I tabellen räknas även förlängningsresultatet in.
4. 1 2  2006 CONCACAF Women's Gold Cup / Copa Oro Femenina - Caribbean Qualification Arkiverad 19 juni 2006 hämtat från the Wayback Machine., from CONCACAF, retrieved 29 maj 2006.
5. ↑  Girlz rout St Kitts & Nevis 11-0 Arkiverad 26 september 2007 hämtat från the Wayback Machine., från Jamaica Observer, läst 29 maj 2006
6. ↑  Soca Princesses slam Dominica 6-0 Arkiverad 26 september 2007 hämtat från the Wayback Machine., från Trinidad Guardian, läst 29 maj 2006